# Tom McGrath (animator)
Tom McGrath (Lynnwood, 7 augustus 1964) is een Amerikaans stemacteur, filmregisseur, scenarioschrijver, animator en storyboard artist.
McGrath groeide op in Lynnwood in de staat Washington. Hij studeerde aan de Universiteit van Washington en aan de California Institute of the Arts (Cal Arts) in Los Angeles. Hij begon zijn carrière als animator en storyboard artist. McGraths bekendste werken zijn die bij DreamWorks Animation, waarmee hij als stemacteur de stem insprak van de pinguïn Skipper in Madagascar en alle vervolgen. Die films regisseerde hij ook samen met Eric Darnell. Hij is ook te horen als Skipper in de televisieserie De pinguïns van Madagascar. Hiervoor ontving hij in 2011 een Emmy Award-nominatie. Met de film The Boss Baby werd McGrath in 2018 genomineerd voor een Oscar voor beste animatiefilm.

## Filmografie
Films
| Jaar | Titel                                                                | Rollen                                | Opmerkingen                   |
| ---- | -------------------------------------------------------------------- | ------------------------------------- | ----------------------------- |
| 1992 | Cool World                                                           |                                       | animator                      |
| 1996 | Space Jam                                                            |                                       | animator                      |
| 1998 | Hercules and Xena - The Animated Movie: The Battle for Mount Olympus |                                       | animator                      |
| 2000 | How the Grinch Stole Christmas                                       |                                       | storyboard artist             |
| 2001 | Cats & Dogs                                                          |                                       | storyboard artist             |
| 2005 | Madagascar                                                           | Skipper, Fossa, Panicky Man on Subway | regisseur, scenarioschrijver  |
| 2006 | Flushed Away                                                         | Action Figure, Artist                 |                               |
| 2007 | Shrek the Third                                                      | Gary                                  |                               |
| 2008 | Madagascar: Escape 2 Africa                                          | Skipper                               | regisseur, scenarioschrijver  |
| 2009 | Monsters vs. Aliens                                                  | Wilson                                |                               |
| 2010 | The Penguins of Madagascar - Operation: Get Ducky                    | Skipper                               |                               |
| 2010 | Megamind                                                             | Lord Scott, Prison Guard              | regisseur                     |
| 2011 | Puss in Boots                                                        | Bar Thief                             |                               |
| 2012 | Madagascar 3: Europe's Most Wanted                                   | Skipper, First Policeman              | regisseur                     |
| 2014 | Mr. Peabody & Sherman                                                | Odysseus                              |                               |
| 2014 | The Penguins of Madagascar                                           | Skipper                               | executive producer            |
| 2017 | The Boss Baby                                                        | TV Chef                               | regisseur                     |
| 2021 | The Boss Baby: Family Business                                       | Dr. Tiffany Hamilton                  | regisseur, executive producer |

Televisieseries
| Jaar        | Titel                        | Rollen  | Opmerkingen                 |
| ----------- | ---------------------------- | ------- | --------------------------- |
| 1993 - 1995 | The Ren & Stimpy Show        |         | regisseur, storyboad artist |
| 2008 - 2015 | De pinguïns van Madagascar   | Skipper | scenarioschrijver           |
| 2014 - 2016 | All Hail King Julien         |         | scenarioschrijver           |
| 2017        | All Hail King Julien: Exiled |         | scenarioschrijver           |

Korte films
| Jaar | Titel                                        | Rollen  | Opmerking         |
| ---- | -------------------------------------------- | ------- | ----------------- |
| 1988 | The Thing What Lurked in the Tub             |         | animator          |
| 2005 | The Madagascar Penguins in a Christmas Caper | Skipper |                   |
| 2009 | Merry Madagascar                             | Skipper | scenarioschrijver |
| 2013 | Madly Madagascar                             | Skipper |                   |
| 2014 | Almost Home                                  | Jeff    |                   |